# Peronorchus parvicollis
Peronorchus parvicollis är en mångfotingart som beskrevs av Carl Graf Attems 1907. Peronorchus parvicollis ingår i släktet Peronorchus, ordningen banddubbelfotingar, klassen dubbelfotingar, fylumet leddjur och riket djur. Inga underarter finns listade i Catalogue of Life.